# 양자 자명성
양자장론에서 전하 스크리닝은 고전 이론의 관찰 가능한 "재규격화" 전하 값을 제한할 수 있다. 재규격화된 전하의 유일한 결과 값이 0인 경우 이론은 "자명한" 또는 비상호작용이라고 한다. 따라서 놀랍게도 상호작용하는 입자를 설명하는 것처럼 보이는 고전 이론은 양자장론으로 실현될 때 상호작용하지 않는 자유 입자에 대한 "자명한" 이론이 될 수 있다. 이 현상을 양자 자명성(영어: Quantum triviality)이라고 한다. 강력한 증거는 스칼라 힉스 보존만을 포함하는 장론이 4개의 시공간 차원에서 자명하다는 생각을 뒷받침한다. 힉스 보존 외에 다른 입자를 포함하는 현실적인 모델의 상황은 일반적으로 알려져 있지 않다. 그럼에도 불구하고 힉스 보존은 입자물리학의 표준 모형에서 중심 역할을 하기 때문에 힉스 모델의 자명성에 대한 문제는 아주 중요하다.
이 힉스의 자명함은 양자 전기역학의 란다우 극 문제와 유사하다. 여기서 이 양자 이론은 재규격화된 전하가 0으로 설정되지 않는 한, 즉 장론에 상호 작용이 없는 한 아주 높은 운동량 규모에서 일관성이 없을 수 있다. 란다우 극 문제는 일반적으로 불일치가 나타나는 접근할 수 없을 정도로 큰 운동량 규모 때문에 양자 전기역학에 대한 학문적 관심이 별로 없는 것으로 간주된다. 그러나 "자명한" 이론이 불일치를 나타내는 운동량 규모는 CERN의 대형 강입자 충돌기(LHC)와 같은 실험적 노력에 접근할 수 있기 때문에 기본 스칼라 힉스 보존을 포함하는 이론에서는 그렇지 않다. 이러한 힉스 이론에서는 힉스 입자 자체와의 상호작용으로 전자 와 뮤온과 같은 렙톤 질량뿐만 아니라 W 보존과 Z 보존의 질량도 생성된다고 가정된다. 표준 모형과 같은 현실적인 입자 물리학 모델이 자명성 문제로 어려움을 겪는다면 기본 스칼라 힉스 입자에 대한 아이디어를 수정하거나 포기해야 할 수도 있다.
그러나 다른 입자를 포함하는 이론에서는 상황이 더욱 복잡해진다. 사실, 다른 입자를 추가하면 제약 조건을 도입하는 대신 자명한 이론을 중요하지 않은 이론으로 바꿀 수 있다. 이론의 세부사항에 따라 힉스 질량은 제한적일 수도 있고 심지어 계산 가능할 수도 있다. 이러한 양자 자명성 제약은 힉스 질량이 자유 매개변수인 고전적 수준에서 도출되는 그림과 뚜렷한 대조를 이룬다. 양자의 자명함은 점근적 안전 시나리오에서 계산 가능한 힉스 질량으로 이어질 수도 있다.

## 자명성과 재규격화 군
자명함에 대한 현대적인 고려 사항은 일반적으로 케네스 윌슨과 다른 사람들이 주로 개발한 현실 공간 재규격화군의 관점에서 공식화된다. 자명함에 대한 조사는 일반적으로 격자 게이지 이론의 맥락에서 수행된다. 기존의 재규격화 이론의 팽창군을 뛰어넘는 재규격화 과정의 물리적 의미와 일반화에 대한 더 깊은 이해는 응집물질물리학에서 비롯되었다. 1966년 리오 카다노프의 논문은 "블록 스핀" 재규격화 군을 제안했다. 차단 아이디어는 먼 거리의 이론 구성 요소를 더 짧은 거리의 구성 요소 집합으로 정의하는 방법이다.
이 접근 방식은 개념적 요점을 다루었으며 윌슨의 광범위하고 중요한 기여에서 완전한 계산적 실체가 부여되었다 . 윌슨 아이디어의 힘은 1974년 오랜 문제인 콘도 문제의 건설적인 반복 재규격화 솔루션과 2차 상전이 및 임계 현상 이론에 대한 그의 새로운 방법의 획기적인 발전을 통해 입증되었다. 1971년 </link> . 그는 이러한 결정적인 공헌으로 1982년에 노벨상을 수상했다.
이제 상태 변수의 특정 차단 변환 {\displaystyle \{s_{i}\}\to \{{\tilde {s}}_{i}\}}을 고려한다. , {\displaystyle {\tilde {s}}_{i}}들의 수는 {\displaystyle s_{i}}들의 수보다 적어야 한다. {\displaystyle {\tilde {s}}_{i}}들만으로 함수 {\displaystyle Z}를 재작성하자. 매개변수의 특정 변경 {\displaystyle \{J_{k}\}\to \{{\tilde {J}}_{k}\}}으로 이것이 달성 가능한 경우,  이면 이론은 재규격화 가능하다고 한다. 재규격화군 흐름에서 가장 중요한 정보는 고정점이다. 대규모로 시스템의 가능한 거시적 상태는 이 고정점 집합에 의해 제공된다. 이러한 고정점이 자유장론에 해당하면 그 이론은 자명한 것이라고 한다. 격자 힉스 이론 연구에는 수많은 고정점이 나타나지만, 이들과 관련된 양자장론의 본질은 여전히 미해결 문제로 남아 있다.

## 역사적 배경
양자장론의 가능한 자명성에 대한 첫 번째 증거 란다우, Abrikosov 및 Khalatnikov에 관찰 가능한 전하 gobs 와 "기본" 전하 g0 의 다음 관계 찾아 얻었다.

| {\displaystyle g_{\text{obs}}={\frac {g_{0}}{1+\beta _{2}g_{0}\ln \Lambda /m}}~,} | \| \| \| \| \| \| \| \| | (1) |
|                                                                                   |                         |     |
|                                                                                   |                         |     |
여기서 m은 입자의 질량이고 Λ은 운동량 차단이다. g0가 유한하면 gobs는 무한 컷오프 Λ의 극한에서 0이 되는 경향이 있다.

실제로, Eq.1의 적절한 해석은 gobs의 올바른 값을 제공하기 위해 g0 (길이 척도 1/Λ 관련)이 선택되도록 반전하는 것이다.

| {\displaystyle g_{0}={\frac {g_{\text{obs}}}{1-\beta _{2}g_{\text{obs}}\ln \Lambda /m}}~.} | \| \| \| \| \| \| \| \| | (2) |
|                                                                                            |                         |     |
|                                                                                            |                         |     |
Λ에 의한 g0의 성장은  g0 ≈ 1 영역에서 Eqs ( 1 )과 ( 2 )를 무효화한다.( g0 ≪ 1 에 대해 얻어졌기 때문에) 식 2에서 "란다우 극"의 존재는 물리적인 의미가 없다.

운동량 척도 μ의 함수로서 전하 g(μ)의 실제 거동은 전체 겔만-로우 방정식에 의해 결정된다.

| {\displaystyle {\frac {dg}{d\ln \mu }}=\beta (g)=\beta _{2}g^{2}+\beta _{3}g^{3}+\ldots ~,} | \| \| \| \| \| \| \| \| | (3) |
|                                                                                             |                         |     |
|                                                                                             |                         |     |
이는 Eqs( 1 ),( 2 )를 제공한다.  조건 ( μ = m에 대해, g(μ) = gobs) 및 ( μ = Λ 에 대해, g(μ) = g0) 하에서 적분되는 경우, {\displaystyle \beta _{2}}이 오른쪽에서 유지된다.

일반적인 행동 {\displaystyle g(\mu )} 함수 β(g) 의 모양에 의존한다. Bogoliubov와 Shirkov의 분류에 따르면 질적으로 다른 세 가지 상황이 있다.
1. if {\displaystyle \beta (g)} has a zero at the finite value g*, then growth of g is saturated, i.e. {\displaystyle g(\mu )\to g^{*}} for {\displaystyle \mu \to \infty };
2. if {\displaystyle \beta (g)} is non-alternating and behaves as {\displaystyle \beta (g)\propto g^{\alpha }} with {\displaystyle \alpha \leq 1} for large {\displaystyle g}, then the growth of {\displaystyle g(\mu )} continues to infinity;
3. if {\displaystyle \beta (g)\propto g^{\alpha }} with {\displaystyle \alpha >1} for large {\displaystyle g}, then {\displaystyle g(\mu )} is divergent at finite value {\displaystyle \mu _{0}} and the real Landau pole arises: the theory is internally inconsistent due to indeterminacy of {\displaystyle g(\mu )} for {\displaystyle \mu >\mu _{0}}.

후자의 경우는 reductio ad absurdum에서 볼 수 있듯이 (섭동 맥락을 넘어서) 전체 이론의 양자 자명함에 해당한다. 실제로 gobs가 유한하다면 이론은 내부적으로 일관성이 없다. 그것을 피하는 유일한 방법은 경향을 갖는 것이다. {\displaystyle \mu _{0}} 무한대로, 이는 gobs → 0 에서만 가능하다.

## 결론
결과적으로 입자물리학의 표준 모형이 자명하지 않은가 하는 문제는 여전히 해결되지 않은 심각한 문제로 남아 있다. 순수 스칼라 장론의 자명함에 대한 이론적 증거가 존재하지만 전체 표준 모형의 상황은 알려져 있지 않다. 표준 모형에 내재된 제약 조건이 논의되었다.

## 같이 보기
- 계층 문제